# Meljek
Meljek ili Mejek (mađ. Gyöngyösmellék) je selo u južnoj Mađarskoj.
Zauzima površinu od 10,02 km četvorna.

## Zemljopisni položaj
Nalazi se na 45° 59' sjeverne zemljopisne širine i 17° 42' istočne zemljopisne dužine. Petan je 1 km sjeverno, Kistamási je 1,8 km sjever-sjeveroistočno, Obolj je 4,5 km sjeveroistočno, Várad je 3 km jugoistočno, Vujfaluba je 500 m jug-jugoistočno, Surinj je 2 km jugozapadno, Zádor je 3 km jugozapadno. Granica sa susjednom županijom je 3 km zapadno.

## Upravna organizacija
Upravno pripada Sigetskoj mikroregiji u Baranjskoj županiji. Poštanski broj je 7972.

## Promet
Pola kilometra južno od sela prolazi željeznička pruga Barča-Šeljin, a 3 km sjeverno prolazi pruga Barča-Siget.

## Stanovništvo
Meljek ima 331 stanovnika (2001.). 
1760-ih se u ovom kraju bilježe Južni Slaveni, a od 1800-tih i Nijemci. 2001. je bilo preko 70% Mađara, Roma, koji u ovom selu imaju svoju manjinsku samoupravu, 1/4, a za 10% je nepoznato ili neizjašnjeno. 3/4 sela su rimokatolici, 16% je kalvinista.

## Vanjske poveznice
- (mađ.) Gyöngyösmellék Önkormányzatának honlapja  Arhivirana inačica izvorne stranice od 19. lipnja 2006. (Wayback Machine)
- Meljek na fallingrain.com